# ناظم سطح

مضلع والمتجهين الناظمين على السطح

الناظم على سطح منحني في نقطة ما هو نفسه الناظم على مستوي مماس عند تلك النقطة

ناظم السطح أو الناظم أو عمود السطح (بالإنجليزية: surface normal) على سطح مستوي هو متجه عمودي على ذلك السطح. والناظم على سطح غير مستوي عند نقطة P هو متجه عمودي على السطح المماس لذلك السطح عند النقطة P.
في الفضاء ثنائي الأبعاد، يشطر الخط الناظم الخط المماس للمنحني عن نقطة التماس.
يستخدم الناظم في الرسوميات الحاسوبية لتحديد اتجاه السطح بالنسبة للمنبع الضوئي من أجل التظليل (flat shading)، أو اتجاه الزوايا (نقطة هندسية) لمحاكاة السطح المنحني باستخدام تظليل فونغ.

## ناظم سطح في فضاء ثلاثي الأبعاد

A curved surface showing the unit normal vectors (blue arrows) to the surface